# Pachyneuron virginicum
Pachyneuron virginicum är en stekelart som beskrevs av Girault 1917. Pachyneuron virginicum ingår i släktet Pachyneuron och familjen puppglanssteklar. Inga underarter finns listade i Catalogue of Life.